# تحت السلاح (فلم)
تحت السلاح هو فيلم مصري تم إنتاجه عام 1940، من إخراج فؤاد الجزايرلي، وبطولة أحمد علام وزوزو شكيب وعباس فارس.

## فريق العمل
إخراج: فؤاد الجزايرلي.
بطولة:
- أحمد علام
- زوزو شكيب
- عباس فارس
- زينات صدقي
- علي رشدي
- فتحي الصافوري
- بديعة صادق

## روابط خارجية
- مقالات تستعمل روابط فنية بلا صلة مع ويكي بيانات